# ワールドブリッツ小山
ワールドブリッツ小山（ワールドブリッツおやま）は、かつて存在したサッカーのクラブチーム。栃木県小山市を本拠地としていた。

## 概要
栃木県から日本プロサッカーリーグ（Jリーグ）入りを目指すために、もともと宇都宮市に拠点を置いていたクラブチームが1996年に小山市へ拠点を移し、ワールドブリッツ小山が結成された。もともと小山市では1994年から商工会議所を中心にスタジアム建設とJリーグ誘致への取り組みが始まり、同市に専用サッカースタジアムを建設し、市民からの資本参加を仰ぎながらチームを作る取り組みが進められており、ワールドブリッツ小山は結成当初の1996年に栃木県社会人サッカーリーグ2部に籍を置き、2002年のJリーグ入りを目指すとして活動を始めた。
天皇杯全日本サッカー選手権大会で都道府県代表制度が初めて導入された1996年に天皇杯の県予選を兼ねた栃木県サッカー選手権大会の第1回大会で優勝し、最初の栃木県代表となった。本大会は1回戦でヴィッセル神戸（当時ミカエル・ラウドルップらが在籍）と栃木県グリーンスタジアムで対戦して0-7で大敗した。この時、選手兼任で監督を務めていたのは、元サッカー日本代表の戸塚哲也であった。11月にワールドブリッツ小山を運営する栃木県スポーツ文化振興株式会社とアステール青森FCを支援していた青森スポーツクラブ株式会社が活動面で提携すると発表したが、1998年のシーズンから本拠地を宇都宮市に戻し、ワールドSCと名称を変えるも1999年のシーズンをもって解散した。

## 戦績
| 年度 | 所属       | 順位 | 勝点 | 試合 | 勝 | 分 | 敗 | 備考                 |
| ---- | ---------- | ---- | ---- | ---- | -- | -- | -- | -------------------- |
| 1996 | 栃木県2部A | 優勝 |      |      |    |    |    |                      |
| 1997 | 栃木県1部  | 7位  | 14   | 11   | 4  | 2  | 5  |                      |
| 1998 | 栃木県1部  | 4位  | 17   | 9    | 5  | 2  | 2  | 「ワールドSC」に改称 |
| 1999 | 栃木県1部  | 8位  | 3    | 14   | 0  | 3  | 11 |                      |

## タイトル

### カップ戦
- 栃木県サッカー選手権大会：1回
  - 1996年

## 天皇杯
| 開催日        | 時期              | 会場   | 対戦相手       | スコア | 入場者数 |
| ------------- | ----------------- | ------ | -------------- | ------ | -------- |
| 1996年11月3日 | 第76回天皇杯1回戦 | 栃木グ | ヴィッセル神戸 | 0-7    | 2,294    |